# Macrobrachium idella
Macrobrachium idella är en kräftdjursart som först beskrevs av Franz Martin Hilgendorf 1898.  Macrobrachium idella ingår i släktet Macrobrachium och familjen Palaemonidae.

## Underarter
Arten delas in i följande underarter:
- M. i. georgii
- M. i. idella